# عذراء أورليان

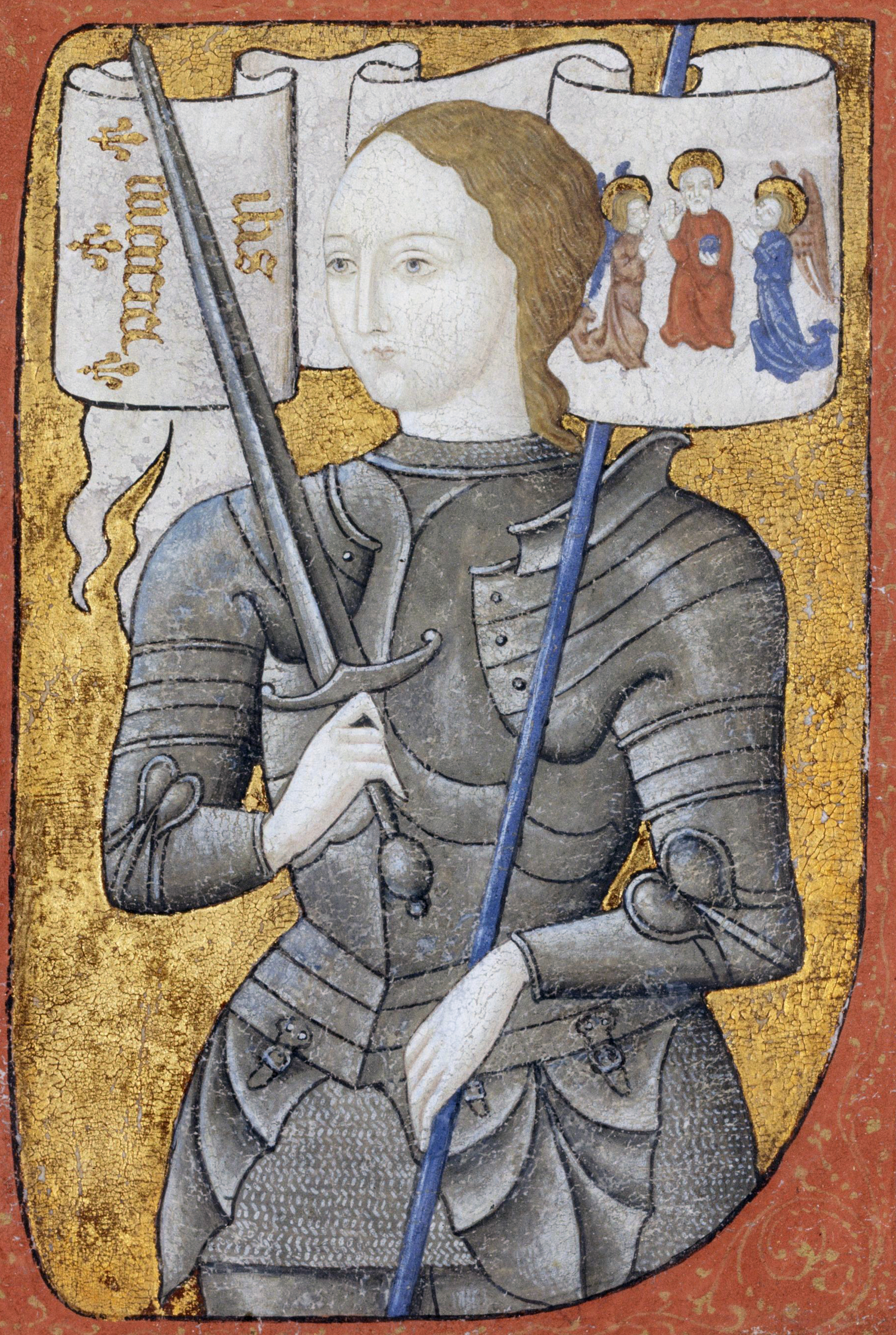
جان دارك

عذراء أورليان (بالألمانية: die Jungfrau von Orleans) مسرحية تراجيدية رومانسية كتبها الشاعر والمسرحى الألمانى فريدريش فون شيللر في عام 1801. وقد عرضت لأول مرة في 11 سبتمبر 1801. وتعد من أكثر أعمال شيللر شهرة في حياته وبعد موته.
وتقع هذه المسرحية في عصر الكلاسيكية الذي كان شيللر وغوته أهم ممثليه.
وتدور أحداث المسرحية حول حياة جان دارك.